# Cephalobothrium
Cephalobothrium is een geslacht van  lintwormen (Cestoda) uit de familie Cephalobothriidae. De wetenschappelijke naam is in 1906 door Arthur E. Shipley en James Hornell gepubliceerd.
Voor veel soorten binnen het geslacht is de taxonomische status nog aan twijfel onderhevig (het is een taxon inquirendum). Dit geldt ook voor de soort die Shipley en Hornell als eerste soort uit het geslacht beschreven, Cephalobothrium aetobatidis; een parasiet gevonden in de gevlekte adelaarsrog (Aetobatis narinari) nabij Ceylon.

## Soorten
- Cephalobothrium gogadevensis Pramanik & Manna, 2005
- Cephalobothrium simile Southwell, 1911

De taxonomische status van de volgende namen is aan twijfel onderhevig (taxon inquirendum):
- Cephalobothrium aetobatidis Shipley & Hornell, 1906
- Cephalobothrium alii Jadhav & Jadhav, 1993
- Cephalobothrium gangeticus Gairola, Malhotra & Sukul, 1989
- Cephalobothrium gymnurai Zaidi & Khan, 1976
- Cephalobothrium longisegmentum Wang, 1984
- Cephalobothrium neoaetobatidis Sanaka, Vijaya Lakshmi & Hanumantha Rao, 1992
- Cephalobothrium rhinobatidis Subhapradha, 1955
- Cephalobothrium singhi Jadhav & Jadhav, 1993
- Cephalobothrium stegostomi Sarada, Vijaya Lakshmi & Hanumantha Rao, 1993
- Cephalobothrium subhapradhi Chincholikar & Shinde, 1977
- Cephalobothrium taeniurai Ramadan, 1986
- Cephalobothrium trygoni Shinde & Solunke, 1986